# Mélissa Plaza

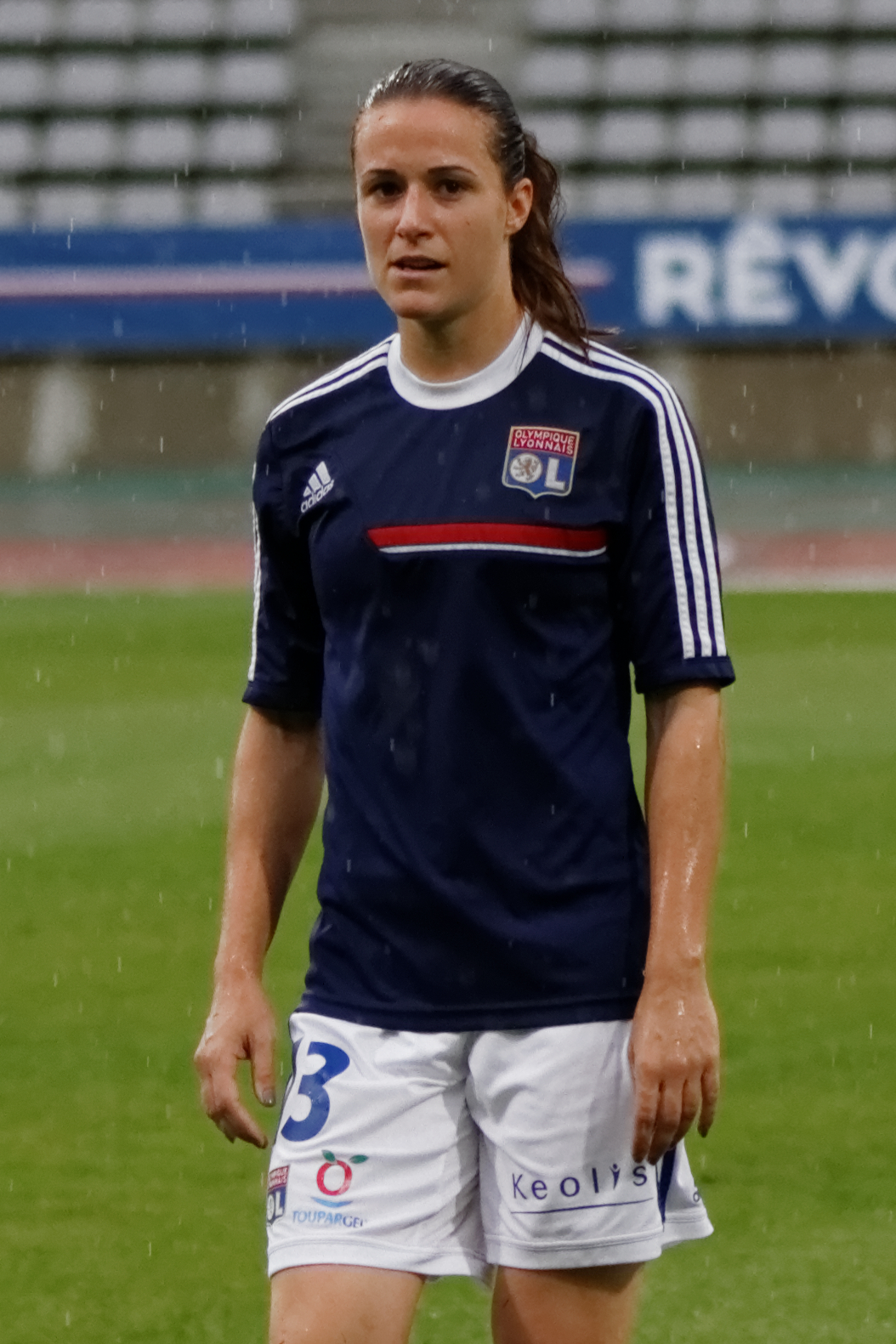
Mélissa Plaza (2013)

Mélissa Plaza (* 28. Juli 1988 in Saint-Gaudens) ist eine ehemalige französische Fußballspielerin.

## In ihren Vereinen
Geboren am Nordrand der Pyrenäen, wuchs Mélissa Plaza unter anderem in Hochsavoyen auf, wo sie mit dem Vereinsfußball begann. Aufgrund einer „schwierigen familiären Situation“ verließ sie mit 13 Jahren ihr Elternhaus und lebte bei einer Patenfamilie im Pays de la Loire. Als sie sich etwas später beim nationalen Fußball-Nachwuchsförderzentrum in Clairefontaine-en-Yvelines um Aufnahme bemühte, wurde sie allerdings abgelehnt. 2002/03 spielte sie beim FC Tours und wechselte anschließend zum Erstligisten ESOF La Roche, wo sie wenige Monate nach ihrem 15. Geburtstag in der Frauenelf debütierte. La Roches Farben vertrat die defensive Mittelfeldspielerin sechs Jahre lang, in denen sie es auf 93 Punktspiele mit acht eigenen Torerfolgen brachte. In dieser Zeit machte sie ihr Abitur und nahm anschließend ein Studium in Nantes auf, und auch beim Französischen Fußballverband wurde man 2008 auf die Spielerin aufmerksam (siehe den Abschnitt Internationale Karriere).
2009 holte sie mit dem HSC Montpellier einer der Spitzenvereine im französischen Frauenfußball, der als Vizemeister der vorangegangenen Saison auch im Europapokal vertreten war. In diesem Wettbewerb brachte Mélissa Plaza es auf neun Einsätze sowie – im Viertelfinal-Rückspiel gegen Umeå IK – einen Treffer. 2010/11 ereilte sie die erste von mehreren schweren Knieverletzungen, die sie für sechs Monate außer Gefecht setzte und verhinderte, dass der Nationaltrainer sie für die Weltmeisterschaft 2011 in Betracht zog. Nach ihrer Rekonvaleszenz spielte sie noch bis 2013 bei Montpellier und bestritt dabei insgesamt 97 Pflichtspiele. Darunter waren auch zwei Landespokalfinals, in denen aber jeweils die Gegnerinnen (2010 Paris Saint-Germain und 2012 Olympique Lyon) die Oberhand behielten.
2013 unterschrieb sie einen Vertrag bei Frankreichs Serienmeister Olympique Lyon, wo Trainer Patrice Lair sie nach dem Karriereende von Sonia Bompastor als Ergänzung für die Abwehrreihe vorgesehen hatte. Trotz der auch dort starken Konkurrenz (vor allem durch Wendie Renard, Saki Kumagai und Corine Petit) kam sie in ihrer ersten Saison in 14 Punkt- und einem Champions-League-Spiel gegen den FC Twente zum Einsatz – dann erlitt sie, möglicherweise aufgrund ihrer Doppelbelastung Spitzensport/Studium, erneut eine schwere Verletzung, diesmal des rechten Knies, die sie eine siebenmonatige Karriereunterbrechung kostete. In beiden Lyoner Jahren wurde sie französische Meisterin, stand bei OLs Pokalsiegen 2014 und 2015 aber nicht in der jeweiligen Finalelf.
2015 wurde die wieder genesene Mélissa Plaza von Sarah M’Barek, die schon in Montpellier ihre Trainerin gewesen war, zu En Avant Guingamp geholt. Nach zwölf Ligaeinsätzen mit zwei Treffern musste sie Anfang 2016 weitere Operationen an beiden Knien über sich ergehen lassen und stand am Saisonende ohne Verein da. Im selben Jahr erwarb sie an der Universität Montpellier I den Doktortitel in Sozialpsychologie mit einer Arbeit über Gender-Stereotype im Sport.
Ab Februar 2017 bestritt sie noch sieben Zweitligapartien für die US Saint-Malo, fünf davon über die volle Spielzeit. Im selben Jahr ist sie Teilhaberin und Expertin einer Beratungsfirma geworden, die die Gleichstellung in Wirtschaft und Gesellschaft voranbringen möchte. Daneben absolviert Mélissa Plaza eine Trainerausbildung, zumal sie 

„gerne eines Tages als Ministerin oder Trainerin einer Männerfußballmannschaft auf hohem Niveau“

arbeiten würde. Zudem veröffentlichte sie 2019 ihre Autobiographie (siehe unter Literatur).

### Stationen
- CS Saint-Pierre-en-Faucigny (1999–2001)
- US Arnage (2001/02)
- FC Tours (2002/03)
- ESOF La Roche (2003–2009)
- HSC Montpellier (2009–2013)
- Olympique Lyon (2013–2015)
- EA Guingamp (2015/16)
- US Saint-Malo (2016/17)

## Internationale Karriere
In die Jugendauswahlteams Frankreichs ist Mélissa Plaza nie berufen worden. Erst 2008 fand sie Berücksichtigung bei den U-20-/U-21-Juniorinnen, für die sie acht Spiele bestritt, sechs davon bei der U-20-Weltmeisterschaft 2008 in Chile, wo sie lediglich im Spiel um Platz 3 gegen die deutschen Altersgenossinnen nicht in der Startformation stand. Im Jahr darauf setzte Nationaltrainer Bruno Bini sie bei zwei Länderspielen in der A-Nationalfrauschaft ein. Bei ihrem Debüt gegen die Schweiz wurde sie bereits nach einer Viertelstunde für Camille Abily eingewechselt, gegen Kroatien im September 2009 gehörte sie sogar zu den ersten elf Französinnen. Danach brachte sie es, auch bedingt durch ihre Serie schwerer Verletzungen, lediglich noch auf drei B-Länderspiele in den Jahren 2012 und 2014.
Allerdings gewann Mélissa Plaza 2015 mit der französischen Studentinnenauswahl die Goldmedaille bei der Sommer-Universiade 2015 in Südkorea; dort war sie Stammspielerin und stand bis auf das erste Vorrunden-Gruppenspiel stets beim Anpfiff auf dem Rasen. Bereits bei der Universiade 2009 in Serbien hatte sie zum französischen Team gehört, das seinerzeit den vierten Rang belegte; damals waren Plaza sogar zwei Treffer gelungen.

## Palmarès
- Französische Meisterin 2013/14 und 2014/15
- Landespokalfinalistin 2010 und 2012
- Goldmedaillengewinnerin bei der Sommer-Universiade 2015